# 秦永原
秦 永原（はた の ながはら、弘仁10年（819年） - 寛平4年12月18日（893年1月9日））は、平安時代前期の貴族。氏姓は秦宿禰のち惟宗朝臣。官位は従五位下・下野権介。

## 経歴
文徳朝の斉衡3年（856年）正月に外従五位下・越後介に叙任されるが、9月に山城介に遷る。清和朝の貞観5年（863年）丹波介に任ぜられるなど、畿内の国司を務めた。
陽成朝に入り、元慶元年（877年）内位の従五位下に叙せられ、のち下野権介を務める。元慶7年（883年）永原以下一族の明法博士・秦直宗や音博士・秦永宗ら一族合わせて19名が秦宿禰から惟宗朝臣に改姓した。なお、改姓に当たって永原らは以下の上奏を行っている。
（我が一族は）秦の始皇帝の12世の子孫である功満王の子・融通王の苗裔である。功満王は占星の意を受けて、日本の朝廷に従おうとして遠く日本へ向けて出発した。途中の新羅で妨害に遭うが、日本の官軍の応援を受けて、127県の人民を率いて応神天皇14年に日本へ渡来し帰化した。
寛平4年（892年）12月18日卒去。享年73。

## 官歴
注記のないものは『六国史』による。
- 時期不詳：正六位上
- 斉衡3年（856年） 正月7日：外従五位下。正月12日：越後介。9月27日：山城介
- 貞観5年（863年） 2月10日：丹波介
- 元慶元年（877年） 11月21日：従五位下（内位）
- 時期不詳：下野権介
- 元慶7年（883年） 12月25日：秦宿禰から惟宗朝臣に改姓
- 寛平4年（892年） 12月18日：卒去[1]